# Série mondiale 2018
La Série mondiale 2018 est la 114e série finale des Ligues majeures de baseball. Jouée du mardi 23 octobre au dimanche 28 octobre 2018, elle couronne les Red Sox de Boston comme champions de la saison 2018, victorieux quatre matchs à un sur les Dodgers de Los Angeles. Les Dodgers s'inclinent une deuxième fois de suite lors des Séries mondiales.

## Équipes en présence

### Red Sox de Boston
Les Red Sox ont terminé avec une fiche de 108-54 (0,667) remportant le titre de la division Est de la Ligue américaine pour la troisième saison consécutive, avec huit matchs d'avance sur les Yankees de New York, deuxièmes, et ont été la première équipe à se qualifier pour les séries éliminatoires de 2018. Les Red Sox ont dépassé la barre des 100 victoires pour la première fois depuis 1946, battant le record de franchise établi en 1912, soit 105 victoires, et remportant le plus grand nombre de matchs de toutes les équipes de la Ligue majeure de baseball depuis les 116 victoires remportées par les Mariners de Seattle en 2001. Les Red Sox de 2018 sont mis en vedette par les All-Stars Mookie Betts, J. D. Martinez, Chris Sale et Craig Kimbrel. Betts a dominé le baseball en moyenne au bâton et au pourcentage de slugging, tandis que Martinez a mené les points marqués. Sale n'a lancé que 158 manches en raison d'une blessure à l'épaule vers la fin de l'année, mais a été superbe, enregistrant une moyenne de points mérités de 2,11 et 237 retraits sur des prises. Kimbrel a enregistré 42 matchs et éliminé 96 frappeurs.
Les Red Sox sont entrés dans les séries éliminatoires en tant que têtes de série de la Ligue américaine et ont vaincu les Yankees en quatre parties dans les Séries de divisions. Ensuite, ils ont défait les champions en titre, les Astros de Houston en cinq matchs de la Série de championnat de la ligue. En comptant leur victoire de 2004 qui a mis fin à la malédiction du Bambino, il s'agissait de la quatrième participation des Red Sox aux Séries mondiales en 15 ans et de leur 13e participation de tous les temps.

### Dodgers de Los Angeles
Malgré un début de saison avec une fiche de 16-26 (0.381) et neuf défaites en 11 matchs à la mi-août, les Dodgers ont pris part aux séries éliminatoires pour la sixième année consécutive en remportant la division lors du match 163. À la date limite des échanges en juillet, l’équipe a échangé contre Manny Machado, joueur vedette des Orioles de Baltimore, pour remplacer l’arrêt court blessé, Corey Seager, et l’ancien joueur de deuxième but des All-Stars, Brian Dozier, des Minnesota Twins. En août, les Dodgers ont acquis l’ancien joueur par excellence des Séries mondiales, David Freese, des Pirates de Pittsburgh. Pour la deuxième année consécutive, les Dodgers ont battu leur record de franchise pour le plus grand nombre de courses à domicile par équipe de la saison. Avec une fiche de 92–71 (0.564), l’équipe est entrée en séries en tant que deuxième tête de série et a battu les Braves d’Atlanta à quatre reprises dans les Séries de divisions de la Ligue nationale 2018 et les Brewers de Milwaukee en sept parties lors de la Série de championnat devenant ainsi la première équipe de la ligue à remporter le septième match d’une série de championnat de la ligue à l'extérieur depuis les Cardinals de Saint-Louis en 2006.
Les Dodgers 2018 ont été la première équipe à se qualifier pour la Série mondiale en remportant leur jeu décisif depuis les Rockies du Colorado en 2007, qui ont également affronté les Red Sox de Boston lors des séries éliminatoires. C'était la cinquième apparition consécutive des Dodgers en Série mondiale. Deux sont arrivées à Brooklyn en 1952-1953 et 1955-1956 et deux à Los Angeles en 1965-1966 et 1977-1978. Dans l’ensemble, c’est la 20e apparition des Dodgers en Série mondiale.

## Déroulement de la série

### Calendrier des rencontres
Il s'agit d'une série au meilleur de sept parties. La première équipe à remporter quatre parties de Série mondiale est sacrée championne.
| Match | Date       | Visiteur               | Hôte                   | Score              |
| ----- | ---------- | ---------------------- | ---------------------- | ------------------ |
| 1     | 23 octobre | Dodgers de Los Angeles | Red Sox de Boston      | 4 - 8              |
| 2     | 24 octobre | Dodgers de Los Angeles | Red Sox de Boston      | 2 - 4              |
| 3     | 26 octobre | Red Sox de Boston      | Dodgers de Los Angeles | 2 - 3 (18 manches) |
| 4     | 27 octobre | Red Sox de Boston      | Dodgers de Los Angeles | 9 - 6              |
| 5     | 28 octobre | Red Sox de Boston      | Dodgers de Los Angeles | 5 - 1              |

### Match 1
Mardi 23 octobre 2018 au Fenway Park, Boston, Massachusetts.
| Dodgers de Los Angeles                                                                                           | 0 | 1 | 1 | 0 | 1 | 0 | 1 | 0 | 0 | 4 | 8  | 0 |
| Red Sox de Boston                                                                                                | 2 | 0 | 1 | 0 | 2 | 0 | 3 | 0 | X | 8 | 11 | 0 |
| Lanceurs partants : LAD : Clayton Kershaw BOS : Chris Sale Vic. : Matt Barnes (1-0) Déf. : Clayton Kershaw (0-1) |   |   |   |   |   |   |   |   |   |   |    |   |

### Match 2
Mercredi 24 octobre 2018 au Fenway Park, Boston, Massachusetts.
| Dodgers de Los Angeles | 0 | 0 | 0 | 2 | 0 | 0 | 0 | 0 | 0 | 2 | 3 | 0 |
| Red Sox de Boston | 0 | 1 | 0 | 0 | 3 | 0 | 0 | 0 | X | 4 | 8 | 0 |
| Lanceurs partants : LAD : Hyun-jin Ryu BOS : David Price Vic. : David Price (1-0) Déf. : Hyun-jin Ryu (0-1) Sauv. : Craig Kimbrel (1) |   |   |   |   |   |   |   |   |   |   |   |   |

### Match 3
Vendredi 26 octobre 2018 au Dodger Stadium, Los Angeles, Californie.
| Red Sox de Boston                                                                                               | 0 | 0 | 0 | 0 | 0 | 0 | 0 | 1 | 0 | 0 | 0 | 0 | 1 | 0 | 0 | 0 | 0 | 0 | 2 | 7  | 1 |
| Dodgers de Los Angeles                                                                                          | 0 | 0 | 1 | 0 | 0 | 0 | 0 | 0 | 0 | 0 | 0 | 0 | 1 | 0 | 0 | 0 | 0 | 1 | 3 | 11 | 1 |
| Lanceurs partants : BOS : Rick Porcello LAD : Walker Buehler Vic. : Alex Wood (1-0) Déf. : Nathan Eovaldi (0-1) |   |   |   |   |   |   |   |   |   |   |   |   |   |   |   |   |   |   |   |    |   |

### Match 4
Samedi 27 octobre 2018 au Dodger Stadium, Los Angeles, Californie.
| Red Sox de Boston                                                                                           | 0 | 0 | 0 | 0 | 0 | 0 | 3 | 1 | 5 | 9 | 8 | 1 |
| Dodgers de Los Angeles                                                                                      | 0 | 0 | 0 | 0 | 0 | 4 | 0 | 0 | 2 | 6 | 9 | 0 |
| Lanceurs partants : LAD : Eduardo Rodriguez BOS : Rich Hill Vic. : Joe Kelly (1-0) Déf. : Dylan Floro (0-1) |   |   |   |   |   |   |   |   |   |   |   |   |

### Match 5
Dimanche 28 octobre 2018 au Dodger Stadium, Los Angeles, Californie.
| Red Sox de Boston                                                                                                 | 2 | 0 | 0 | 0 | 0 | 1 | 1 | 1 | 0 | 5 | 8 | 0 |
| Dodgers de Los Angeles                                                                                            | 1 | 0 | 0 | 0 | 0 | 0 | 0 | 0 | 0 | 1 | 3 | 0 |
| Lanceurs partants : BOS : David Price LAD : Clayton Kershaw Vic. : David Price (1-0) Déf. : Clayton Kershaw (0-1) |   |   |   |   |   |   |   |   |   |   |   |   |

## Joueur par excellence

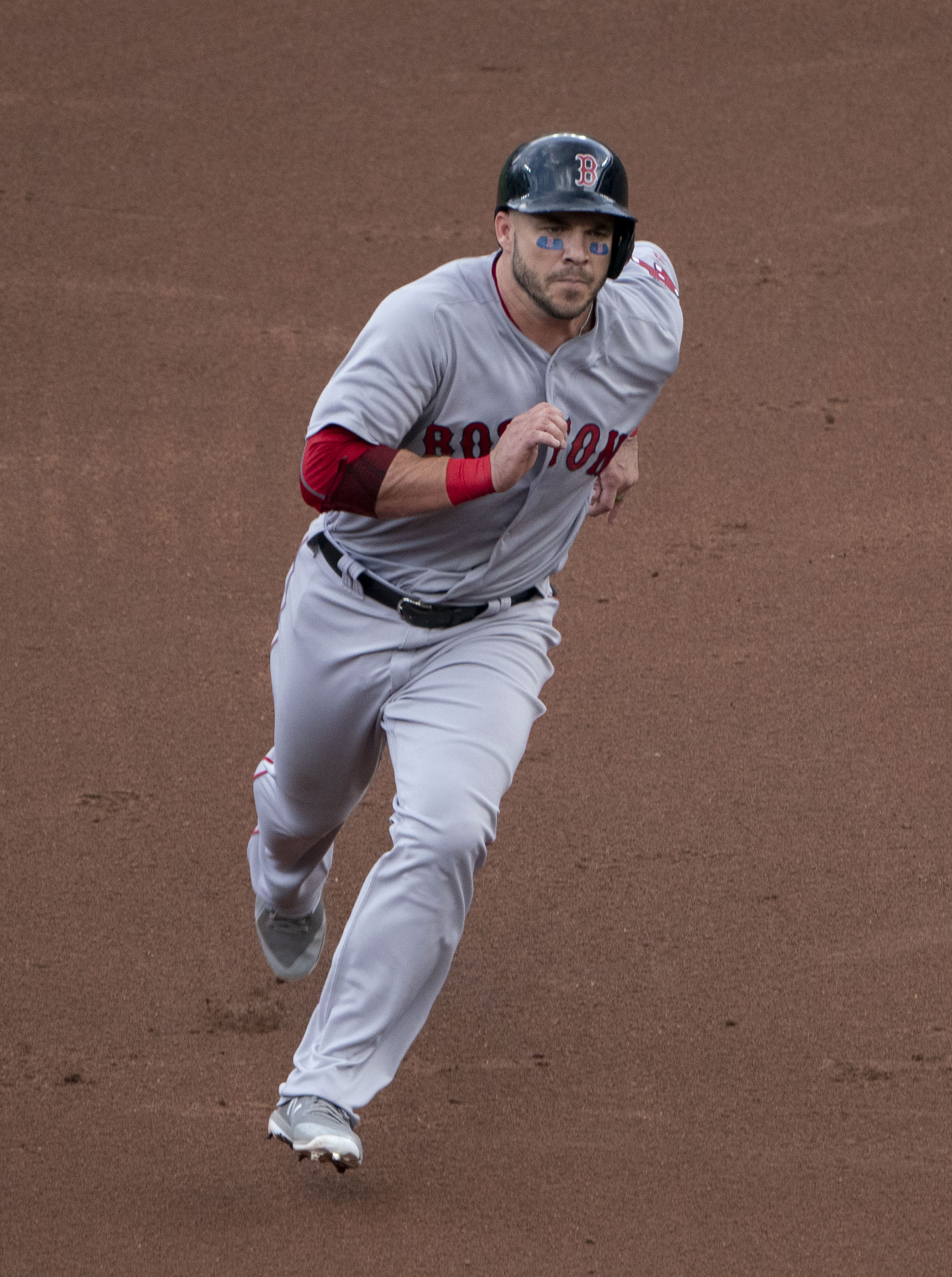
Steve Pearce est le joueur par excellence de la Série mondiale 2018.

Steve Pearce réussit un coup de circuit dans la huitième manche de la quatrième rencontre qui permet aux Red Sox d'égaliser au score. Dans la manche suivante, il réussit un coup sûr qui lui permet de courir jusqu'en deuxième base et de faire marquer les trois coéquipiers occupant toutes les bases. Au lendemain, il réussit deux coups de circuit et contribue au succès des Red Sox qui remportent la Série mondiale. Il est le premier joueur des Red Sox à réussir trois coups de circuit en Série mondiale depuis Carl Yastrzemski en 1967.